# Plagiosauroidea
De Plagiosauroidea zijn een superfamilie of klade van uitgestorven temnospondyle Batrachomorpha (basale 'amfibieën') die leefde in het Trias.
Othenio Abel benoemde in 1919 een Plagiosauridae en geldt daarmee formeel ook als naamgever van een Plagiosauroidea. De eerste die deze term ook werkelijk gebruikte was Oskar Kuhn in 1971.
In 2000 definieerden Adam Yates en Anne Warren-Howie een klade Plagiosauroidea als de groep bestaande uit de laatste gemeenschappelijke voorouder van Laidleria en Plagiosaurus; en al zijn afstammelingen. Precair bij deze definitie is dat Laidleria traditioneel als een lid van de Rhytidosteidae werd gezien maar volgens Yates & Warren heeft ze daar weinig overeenkomsten mee behalve een misleidende driehoekige snuit. In 2011 echter concludeerde een studie dat Laidleria toch een rhytidosteïde is. Dan is het begrip Plagiosauroidea overbodig en veel ruimer dan in 2000 gedacht.
De groep toont volgens Yates en Warren verschillende gedeelde nieuwe kenmerken, synapomorfieën. Sommige daarvan zijn ondubbelzinnig en komen dus (althans binnen de gebruikte analyse) bij alle leden voor maar niet bij andere taxa. Het voorhoofdsbeen draagt bij aan de rand van de oogkas. Het jukbeen steekt niet verder naar voren uit dan de voorrand van de oogkas. Een incisura otica in de achterrand van het schedeldak ontbreekt. De oogkassen staan dicht op elkaar. Van achteren is een buitenste trog zichtbaar tussen de gewrichtsknobbel van het quadratum en de achterste zijhoek van het quadratojugale. De fenestra posttemporalis is gereduceerd tot een klein foramen of geheel gesloten. De doornuitsteeksels van de wervels hebben verstevigende verdikkingen aan de bases. In de wervelkolom zijn de pleurocentra sterk gereduceerd of geheel afwezig. De bovendelen van het lichaam zijn bedekt door een aaneengesloten mozaïek van osteodermen.
Daarnaast zijn er dubbelzinnige synapomorfieën die wel bij andere taxa voorkomen maar niet bij directe verwanten. Er staan geen tandjes, denticula, op het pterygoïde van het verhemelte. Bij de middelste ruggenwervels bedraagt de hoogte van de doornuitsteeksels minder dan veertig procent van de afstand tussen de voorste en achterste gewrichtsuitsteeksels.
Bij de groep zijn de intercentra van de wervelkolom zeer langwerpig; wellicht dat ze bij Laidleria bovenaan gesloten zijn, net als bij de Plagiosauridae.